# Trevize Fretum
Il Trevize Fretum è una struttura geologica della superficie di Titano.